# 1420 w literaturze
Wydarzenia literackie w 1420 roku.

## Nowe książki
- John Lydgate, The Siege of Thebes (data przybliżona)